# Wasquehal
Wasquehal és un municipi francès al departament del Nord (regió dels Alts de França). L'any 2006 tenia 18.936 habitants. Limita al nord amb Mouvaux, al nord-est amb Tourcoing, a l'oest amb Marcq-en-Barœul, a l'est amb Croix i al sud-est amb Villeneuve-d'Ascq.

## Demografia
| Evolució de la població |       |       |       |       |       |       |       |       |
| 1793                    | 1800  | 1806  | 1821  | 1831  | 1836  | 1841  | 1846  | 1851  |
| 1 440                   | 1 262 | 1 525 | 1 622 | 1 590 | 1 672 | 1 758 | 2 034 | 2 040 |

| 1856  | 1861  | 1866  | 1872  | 1876  | 1881  | 1886  | 1891  | 1896  |
| ----- | ----- | ----- | ----- | ----- | ----- | ----- | ----- | ----- |
| 2 200 | 2 501 | 2 731 | 2 824 | 3 061 | 3 275 | 3 688 | 4 405 | 4 901 |

| 1901  | 1906  | 1911  | 1921  | 1926  | 1931   | 1936   | 1946   | 1954   |
| ----- | ----- | ----- | ----- | ----- | ------ | ------ | ------ | ------ |
| 5 969 | 6 703 | 7 011 | 7 041 | 8 507 | 11 707 | 12 167 | 11 741 | 12 363 |

| 1962   | 1968   | 1975   | 1982   | 1990   | 1999   | 2006 | 2011 | 2016 |
| ------ | ------ | ------ | ------ | ------ | ------ | ---- | ---- | ---- |
| 13 634 | 14 274 | 16 391 | 16 275 | 17 986 | 18 541 | -    | -    | -    |

| 2019 | - | - | - | - | - | - | - | - |
| ---- | - | - | - | - | - | - | - | - |
| -    | - | - | - | - | - | - | - | - |

## Administració
| Període   | Identitat          | Partit |
| --------- | ------------------ | ------ |
| 1919-1921 | Charles Lepers     |        |
| 1921-1944 | Henri Destailleur  |        |
| 1944-1945 | Paul Marquilly     |        |
| 1945-1953 | Ernest Dujardin    |        |
| 1953-1965 | Gaston Heurtematte |        |
| 1965-1968 | Victor Honoré      |        |
| 1968-1977 | Pierre Herman      |        |
| 1977-     | Gerard Vignoble    | NC     |